# مسجد جامع نمین
مسجد جامع نمین مربوط به دوره قاجار است و در نمین، خیابان امام خمینی، نرسیده به بازار، جنب صارم السلطنه واقع شده و این اثر در تاریخ ۱۰ دی ۱۳۸۱ با شمارهٔ ثبت ۶۶۹۰ به‌عنوان یکی از آثار ملی ایران به ثبت رسیده‌است.